# Shunsuke Iwanuma
Shunsuke Iwanuma (岩沼 俊介 Iwanuma Shunsuke?), född 2 juni 1988 i Gunma prefektur, är en japansk fotbollsspelare.
Iwanuma började sin karriär 2007 i Consadole Sapporo. Han spelade 89 ligamatcher för klubben. 2013 flyttade han till Matsumoto Yamaga FC. Han spelade 104 ligamatcher för klubben. Efter Matsumoto Yamaga FC spelade han för Kyoto Sanga FC och AC Nagano Parceiro.